# Puntius tetrazona
El barbo tigre (Puntigrus tetrazona), también conocido como Barbo de Sumatra, Sumatrano o barbo tetrazona, es una especie de pez perteneciente a la familia Cyprinidae. Es un pez famoso en el mundo de la acuariofilia.

## Origen
El barbo tigre procede del Este de Asia, concretamente de la península Malaya, Islas de Sumatra y Borneo pudiéndose encontrar en algunas zonas de Tailandia. Archivado el 17 de mayo de 2018 en Wayback Machine.

## Características y comportamiento
En la naturaleza pueden llegar a medir hasta un máximo de 7,5 centímetros de longitud, pero en el acuario suelen crecer hasta los 5 centímetros. Las hembras son algo más grandes que los machos, aunque sus aletas rojizas son mucho menos vistosas que las de estos. Los barbos de Sumatra tienen en su cuerpo cuatro franjas verticales negras (He ahí el porqué de la palabra tetrazona). Su expectativa de vida es de 5 años. En acuarismo se han desarrollado variedades de color diferentes, de las cuales las más conocidas son la variedad verde y la albina.
En cuanto a su comportamiento, son peces de gran actividad y movimiento a los que les gusta curiosear y rebuscar en el acuario. Debido a su gran actividad, no es recomendable juntarlos con peces tranquilos porque les pueden producir estrés. También tienen fama de peces "comealetas", por lo que no se deben juntar con peces de aletas largas, vistosas o coloridas como los guppys, bettas o escalares. En el acuario tienen que vivir como mínimo de 8 a 12 ejemplares para que estén a gusto y de esa manera no molestar a los demás habitantes (en el caso de que sea un acuario comunitario).

## Alimentación
Omnívoro. Sumamente voraz, acepta casi todo lo que le podamos ofrecer, en especial el alimento vivo, como tubifex, daphnias, artemia adulta, larvas de mosquito, etc. Devorará de inmediato el alimento balanceado en escamas. También tomará de buen agrado trocitos de carne y de lombrices. Tiene además, especial predilección por los vegetales. Al ser un gran comedor de plantas de hojas blandas como la Hygrophila, estas desaparecerán rápidamente, con la complicación de tener que reponerlas, por lo que se aconseja utilizar algún tipo de plantas de hojas duras y que no sean de su agrado, como las Anubias y el Helecho de Java, y a su vez suministrarle algún tipo de suplemento vegetal en hojuelas.

## Reproducción
No es difícil su reproducción en cautiverio, pH neutro, agua blanda (10 dGH) temperatura de 26 a 28 °C y abundantes plantas. Con un acuario de 10 L aproximadamente debería ser suficiente. Se deberá  colocar algún tipo de rejilla en el fondo, necesaria para que los padres no se coman los huevos, ya que de lo contrario se los devorarán de inmediato. Desovan entre 100 y 400 huevos dependiendo del tamaño de la hembra. El macho puede ser extremadamente agresivo con la hembra hasta llegar a lastimarla o incluso matarla. Luego del desove, se deberá retirar a los reproductores. Los huevos no son adhesivos y por ende quedarán debajo de la rejilla y eclosionarán luego de 36 h aproximadamente. Una vez que los alevines han reabsorbido su saco vitelino, se los deberá alimentar a base de infusorios y artemia salina recién nacida. Como son tan "tragones", crecerán rápidamente, alcanzando aproximadamente 1 cm en un par de semanas.